# Atmosferische convectie
Atmosferische convectie is het opstijgen van verwarmde luchtbellen. Waar convectie in het algemeen de beweging van een gas of vloeistof betreft, is dit in de meteorologie beperkt tot de verticale beweging, waarbij een grootschalige dalende luchtbeweging subsidentie wordt genoemd. Convectie treedt op bij een onstabiele onderste luchtlaag.
Bij onstabiele lucht komt de verticale temperatuurgradiënt niet overeen met die normaal aangetroffen wordt op die hoogte. In de troposfeer geldt dat met toenemende hoogte de temperatuur afneemt. Door verwarming neemt de dichtheid af en wordt kleiner dan die van de omgeving waardoor de lichtere luchtbel zal stijgen.

## Wolkenvorming
Deze luchtbellen kunnen afmetingen hebben van enkele tientallen tot honderden meters. In de troposfeer koelen deze opstijgende luchtbellen door de adiabatische expansie af met 1°C per 100m, zodat de relatieve luchtvochtigheid toeneemt. Doordat de totale hoeveelheid waterdamp in de luchtbel constant blijft, maar volume toeneemt, zal de dampdruk en daarmee het dauwpunt afnemen. Het dauwpunt van een opstijgende luchtbel neemt met 0,2°C per 100m stijging af, waardoor de temperatuur en het dauwpunt bij elke stijging van 125m 1°C dichter bij elkaar komen. Zodra deze gelijk worden aan elkaar zal dan condensatie plaatsvinden en daarmee de wolkenvorming. Deze wolken behoren tot het wolkengeslacht cumulus en cumulonimbus.